# La mia parola
La mia parola è un singolo del produttore discografico italo-argentino Shablo, pubblicato il 12 febbraio 2025.
Il brano, che vede la partecipazione del rapper italiano Guè, del cantautore italiano Joshua e del rapper italiano Tormento, è stato presentato in gara durante la 75ª edizione del Festival di Sanremo, dove si è classificato al diciottesimo posto al termine della manifestazione.

## Video musicale
Il video musicale, diretto da Enea Colombi, è stato pubblicato in concomitanza all'uscita del brano attraverso il canale YouTube del produttore.

## Tracce
Testi di Cosimo Fini, Edoardo Medici, Joshua Bale e Massimiliano Cellamaro, musiche di Pablo Miguel Lombroni Capalbo, Ernesto Conocchia, Roberto Lamanna e Vincenzo Luca Faraone.
1. La mia parola (feat. Guè, Joshua e Tormento) – 2:50

## Classifiche
| Classifica (2025) | Posizione massima |
| ----------------- | ----------------- |
| Italia            | 7                 |
| Svizzera          | 96                |